# Ivinhema
Ivinhema là một đô thị thuộc bang Mato Grosso do Sul, Brasil. Đô thị này có diện tích 2009,887 km², dân số năm 2007 là 20583 người, mật độ 10,24 người/km².